# Augustiniánský klášter v České Lípě
Klášter řádu svatého Augustina v České Lípě je bývalý klášter řádu obutých augustiniánů založený v České Lipě roku 1624 Albrechtem z Valdštejna. V klášteře sídlila i církevní škola, z níž se postupně vyvinulo dnešní Gymnázium Česká Lípa) a byl zde i Státní okresní archiv Česká Lípa. Dnes jsou objekty někdejšího kláštera sídlem Vlastivědného muzea a galerie na nám. Osvobození v centrální části města. V klášterním kostele, bazilice Všech svatých se dodnes slouží bohoslužby a v celém areálu se konají různé kulturní akce města.

## Historie

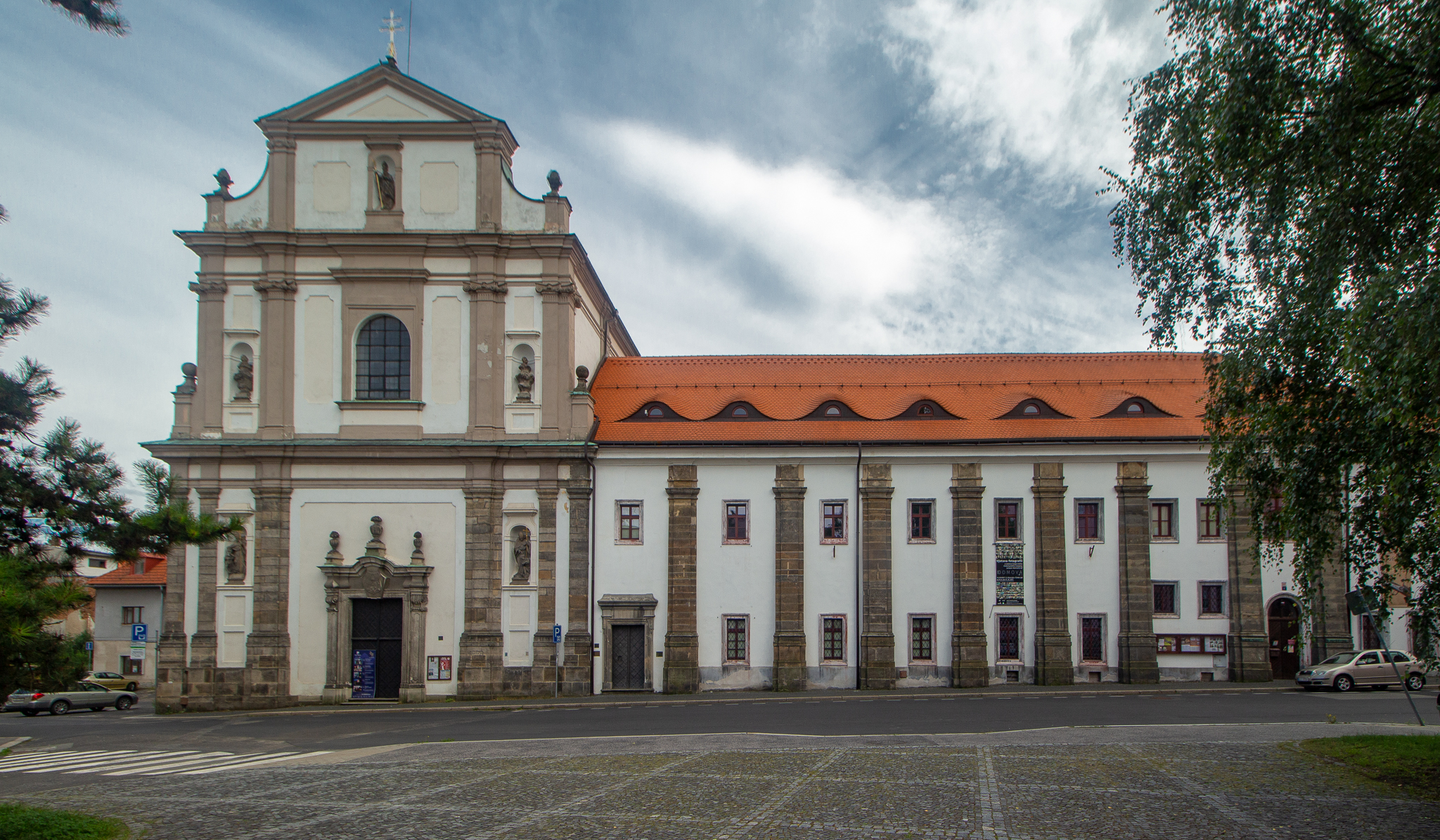
Klášterní bazilika Všech svatých a klášter zpředu od náměstí Osvobození

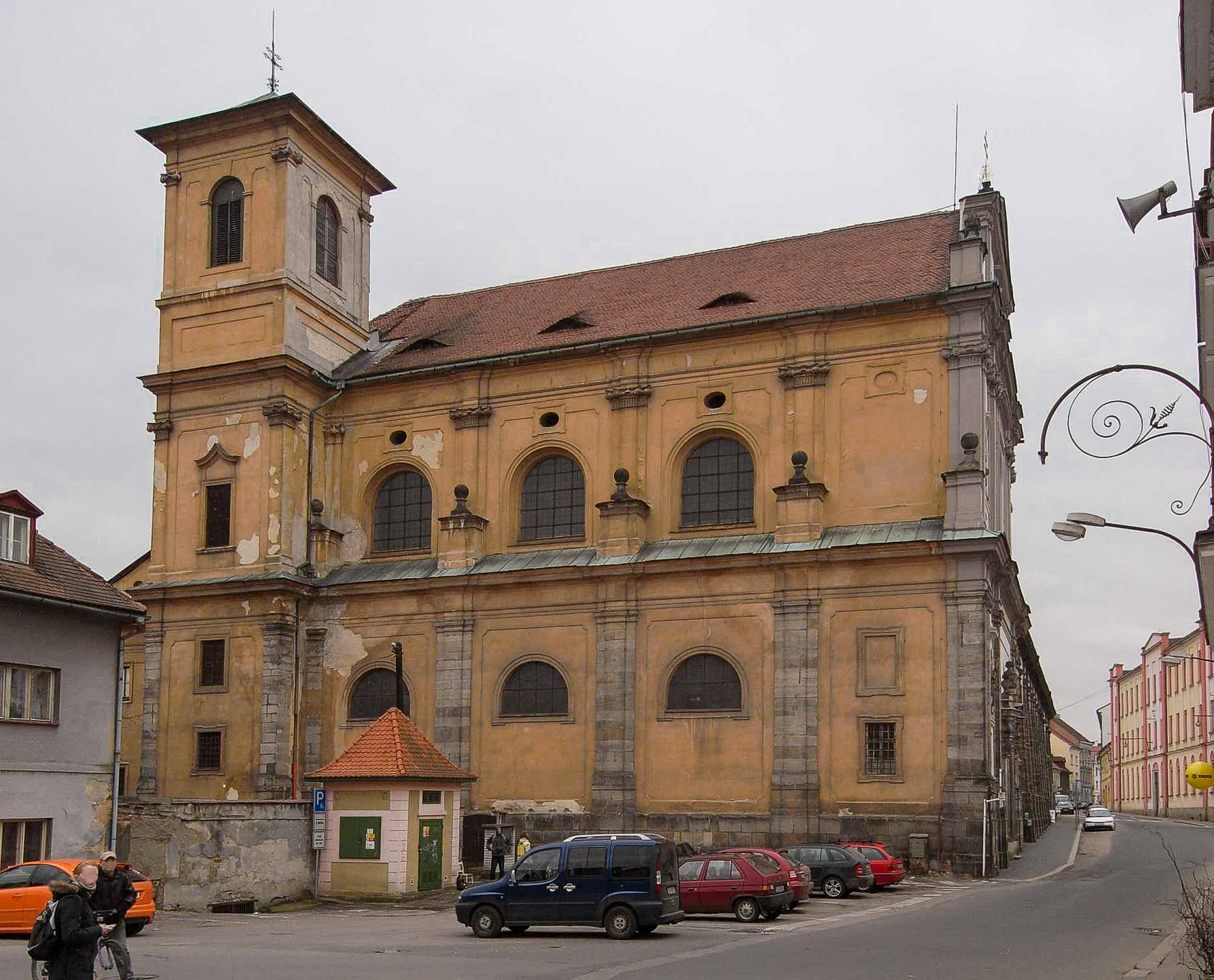
Pohled na baziliku od východu (r. 2009)

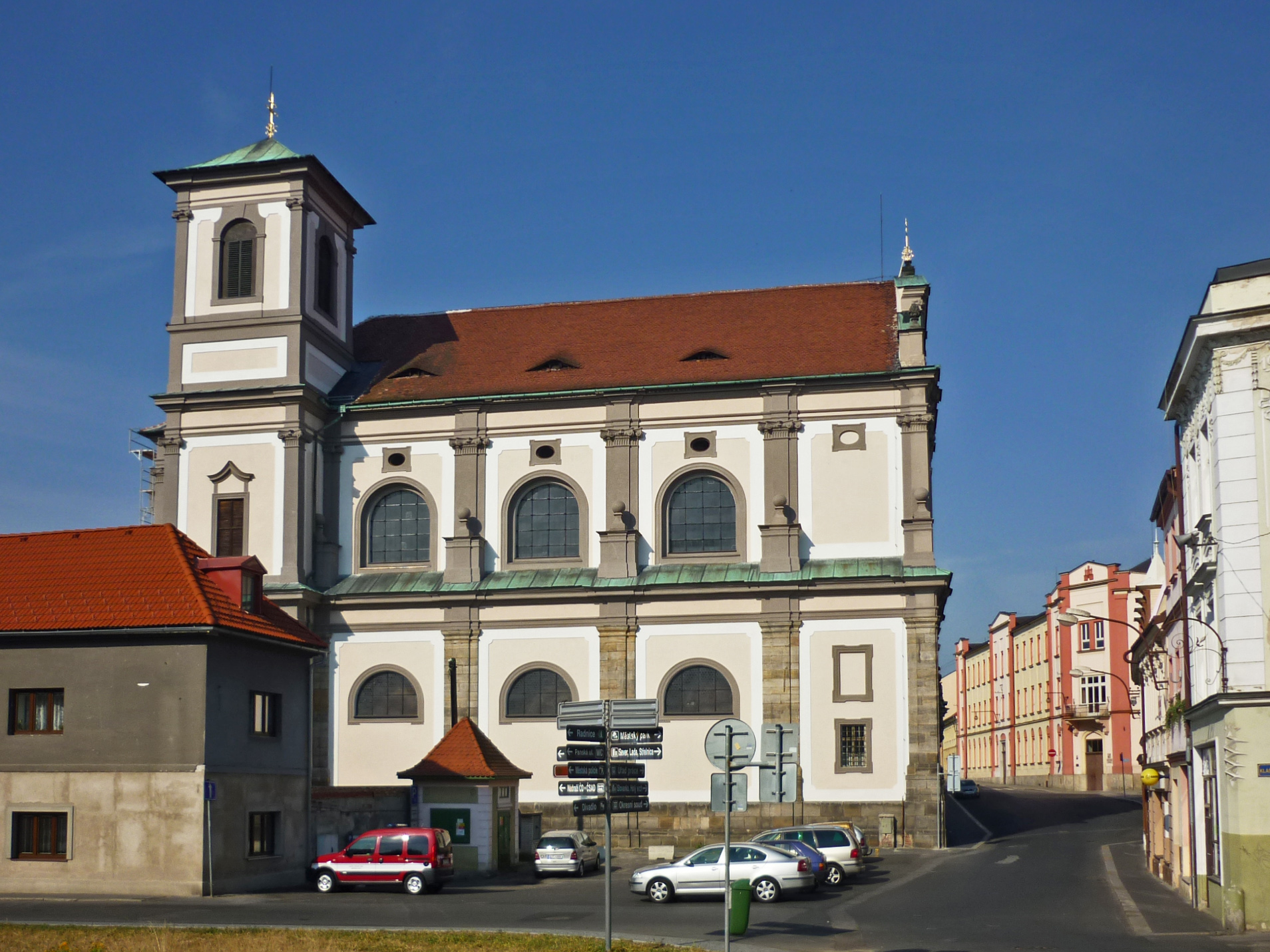
Týž pohled po rekonstrukci

### Založení
Albrecht z Valdštejna získal Českou Lípu s novozámeckým panstvím v roce 1624. Veden snahou čelit protestantství zdejšího obyvatelstva a odlivu měšťanů městu potvrdil jeho privilegia. Rozhodl se zajistit rozvoj vzdělanosti a v roce 1624 přivedl z Prahy dva augustiniánské mnichy z kláštera u sv. Tomáše, aby děti zdejších měšťanů začali vyučovat. Je pravděpodobné, že již v témže roce vytvořil první zakládající listinu kláštera. V roce 1626 začal ve městě budovat stavbu kláštera sv. Augustiniána. O dva roky později, 12. března 1627 vydal nové zakládající listiny. Zakládající listiny (30 ks) byly napsány v latině a opatřeny Valdštejnovou pečetí. Jimi určil, že součástí kláštera bude velký výchovný ústav a církevní latinská škola, přičemž se inspiroval již existujícím jezuitským gymnáziem v Jičíně, kde měl svůj knížecí dvůr. U školy vznikla Kolej u Všech svatých. Tímto aktem sledoval výchovu budoucích vyšších úředníků nejen na Českolipsku, ale i ve svém Frýdlantském velkovévodství. Finančně se rozhodl klášter zabezpečit výnosem z vrchnostenského pivovaru a Novozámeckých rybníků (J. Macek uvádí, že Albrecht z Valdštejna věnoval malý statek Stráž u České Lípy, který měl řeholníkům poskytovat prostředky k udržování školy a kláštera). Svůj záměr z roku 1624 dokázal realizovat, až byl již roku 1634 v Chebu zavražděn.

### Působení augustiniánů
Augustiniáni již roku 1624 začali připravovat v České Lípě založení své latinské školy. Podle později vydané zakládací listiny z roku 1627 byl konvent s kostelem Všech svatých založen k povznesení katolické víry, vymýcení kacířství a k nasycení duší novým pramenem „na paměť vítězství na Bílé hoře v oktávu Všech svatých“. Augustiniáni dostali místo vedle staršího malého zámečku a k němu příslušné pozemky. V konventu mělo být 10-12 řeholníků, kteří jsou povinni denně obětovat za vévodu a jeho rodinu mši svatou, dále učit světskou mládež latině, podobně jako u jezuitů v Čechách nebo jinde u augustiniánů. Latinská škola o několika třídách dostala stejná privilegia jako latinské školy v Jičíně. Dále byli augustiniáni v České Lípě zabezpečeni dodávkami nejrůznějších naturálií. Ke stavbě kostela a konventu měli dostávat po 10 let 1000 zlatých a dále dříví, vápno a kámen. Konvent sám má dát práci a povozy. Roku 1627 vyjádřil Albrecht z Valdštejna nespokojenost nad pomalým postupem prací. Téhož roku mu byl předložen dřevěný model kláštera. Stavba však ani nyní nepostupovala rychle a byla ukončena teprve v polovině roku 1631, kdy stavitel byl povolán s dělníky zpět do Jičína.

### Převoři
Prvním převorem od roku 1624 byl P. Felix Gladich, druhým od roku 1627 P. Urban von Heyden, třetím od května roku 1628 P. Sylvester Kuna, čtvrtým v roce 1631 P. Nikolaus Pechold. V roce 1633 se stal převorem P. Paulus Conopaeus (česky Pavel Konopeus). Po jeho úmrtí v říjnu 1635 se šestým převorem stal P. Fulgentius Kawka, kterého o dva roky později vystřídali P. Heinrich Scholler a zanedlouho P. Nikolaus Kolbius.

### Rozvoj školy
Škola byla zprvu čtyřletá a prvním rektorem se stal již zmíněný Pavel Konopeus, pocházející z Flander, bakalář teologie. Tento mimořádně schopný a agilní řeholník vybudoval ve velmi krátké době v České Lípě vlastní tiskárnu (1631), která však byla již roku 1634 zničena při švédském vpádu. Zakladatel latinské školy Konopeus zemřel při kázání na kazatelně v městském kostele sv. Petra a Pavla 12. října 1635. I jeho nástupce, P. Scheiff – rodem Belgičan, byl vynikajícím mužem a za něj nabylo zvláštní proslulosti pěstování hudby a zpěvu, které pak se stalo zdejší tradiční pýchou. Byla provozována četná dramata s náboženským obsahem, velikonoční hry, ale i operety a světská hudba. Po roce 1714 bylo řádové gymnázium rozšířeno o 5. a 6. třídu, a tím se stalo úplným. Prošla jím řada studentů, kteří dosáhli významných úspěchům vědě, umění, veřejném a kulturním životě. Dekretem Marie Terezie však byl roku 1777 snížen počet gymnázií v Čechách na třináct a augustiniánské gymnázium v České Lípě bylo zrušeno. Zůstala zde jen řádová čtyřletá hlavní škola. Po velkém požáru České Lípy vyhořel i klášter se školou, ale pak se rozhodlo o znovuvybudování gymnázia, které bylo otevřeno roku 1806 a později rozšířeno na osm tříd. Stále vedli tento ústav úspěšně augustiniáni, ale roku 1858 začalo k jeho vydržování přispívat město. Na vlastní žádost řádu pak roku 1879 převzal gymnázium stát do své správy. Augustiniáni dali pak k dispozici svůj pozemek státu a již roku 1881 byla postavena pro ústav nová budova. Augustiniáni však i potom dále učili na zdejším gymnáziu.
Klášter měl i velmi cennou knihovnu. Za josefínských reforem převzal klášter roku 1782 i duchovní správu na předměstí a v přilehlých obcích. Právě tato jeho činnost zachránila komunitu před zrušením. Od té doby má Česká Lípa dvě duchovní správy.

### Dostavby klášterního komplexu

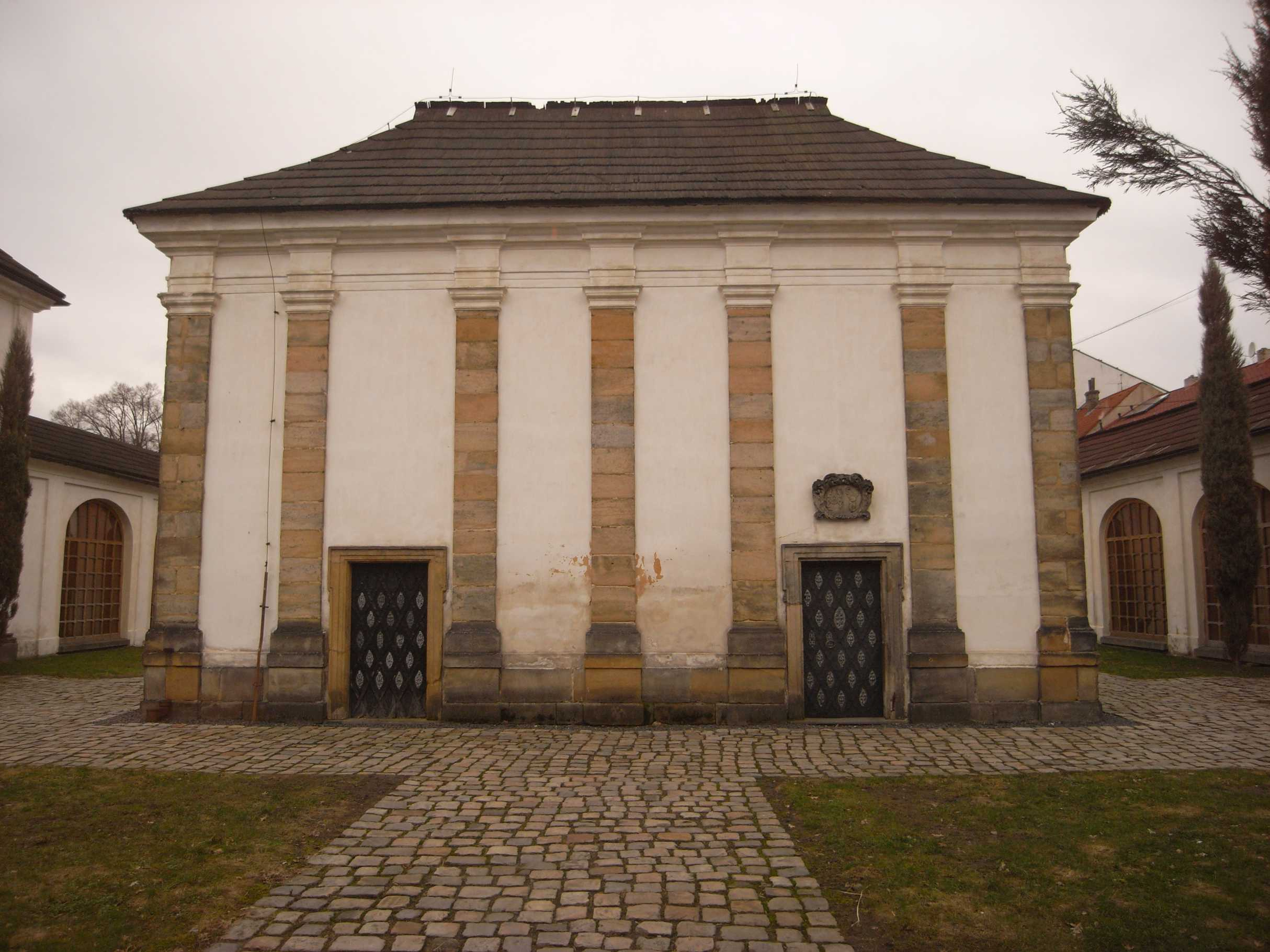
Loretánská kaple

Když roku 1680 zemřel tehdejší majitel města Arnošt František z Kounic, získal ho ustavením závěti na pár let jeho příbuzný Karel Ferdinand z Valdštejna. Klášterní budovu nechal opravit a nechal k ní přistavět opěrné pilíře. Kounicové, kteří se znovu města ujali roku 1696, dali pokyn k vybudování svaté chýše, Lorety. Byla dostavěna v roce 1698.
O 20 let později byly vybudovány ambity s nárožními kaplemi a roku 1707 byl s finanční podporou Jana Viléma Kounice dostavěn barokní kostel Všech svatých, roku 1725 byly postaveny Svaté schody a roku 1761 studentská kaple Nejsvětější trojice.

### Přestěhování gymnázia
Po přestěhování gymnázia v roce 1882 se klášter téměř vyprázdnil. Řeholníci zůstali v patře a přízemí bylo pronajímáno na sklady, na provozování cukrárny. Po roce 1920 zde měla svou kancelář Německá agrární strana.

### Zákaz činnosti řádu
V roce 1950 byla augustiniánská komunita v rámci akce Kláštery 30. dubna 1950 násilně zlikvidována. Budovu pak využíval až do roku 1962 internát učiliště automobilových opraven ČSAO. Od roku 1960 byly některé prostory poskytnuty Okresnímu vlastivědnému muzeu a Okresnímu archivu, několik let zde sídlil i pionýrský dům. Později muzeum přebralo většinu dalších prostor včetně ambitu. V letech 1963 – 1968 byla v objektu provedena první rozsáhlá rekonstrukce, aby prostory muzeu lépe vyhovovaly. Poté byl opraven i ambit a zpřístupněn veřejnosti. Další rekonstrukce byla provedena v letech 1986 až 1990, týkala se celého areálu a stála přes 15 milionů Kč. Loretánská kaple byla po roce 1950 uzavřena.

### Dnešní stav
V roce 1991 byl klášterní areál vrácen řádu prostřednictvím České provincie Řádu sv. Augustina, který muzeu i archivu užívané prostory pronajal. O čtyři roky později jej stát odkoupil a určil k používání pro Vlastivědné muzeum. Následně bylo pokračováno v úpravách areálu pro muzejní potřeby. V roce 1998 se odtud odstěhoval do své nové budovy Okresní archiv.
Klášter je zapsán v celostátním registru kulturních památek pod číslem 23304/5-2777.
Augustiniáni znovu požádali stát o vrácení kláštera v zimě 2013/2014.

## Popis a využití částí areálu

### Kaple Nejsvětější Trojice

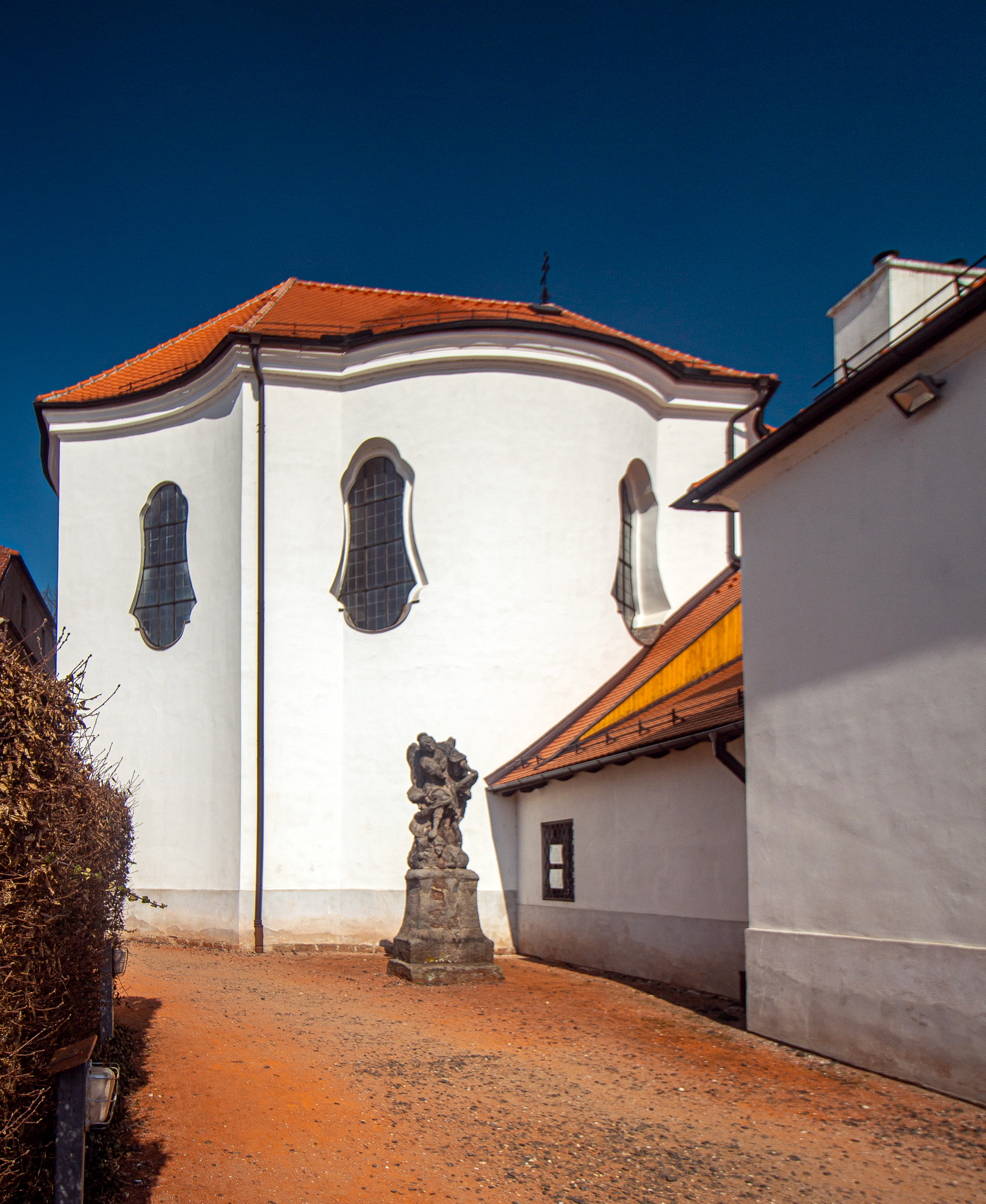
Kaple Nejsvětější Trojice

Byla postavena v 18. století jako barokní kaple Nejsvětější Trojice, součást ambitu a sloužila pro pastoraci studentů. Po roce 1960 chátrala, byla pronajata na čas pravoslavné církvi a brigádnicky opravována. V roce 1975 byla stavba, kde hrozilo akutně propadnutí stropu, opravena s cílem ji využít jako koncertní prostory. Tehdy byla přejmenována po barokním skladateli H. I. F. Biberovi, rodákovi ze Stráže pod Ralskem, a bývá tedy někdy označována jako tzv. Biberova kaple. Jsou zde pořádány kulturní akce, např. koncerty hudebního festivalu Lípa Musica.

### Bazilika Všech svatých
Již roku 1627 se začal stavět klášterní kostel, který byl po požáru roku 1661 dokončen v letech 1690–1707. V impozantní barokní budově kostela zaujme obraz Madony od A. Dardaniho ze 17. století. Jsou zde oltáře i obrazy starší, než samotná stavba. V roce 1927 kostel papež povýšil na basiliku minor.

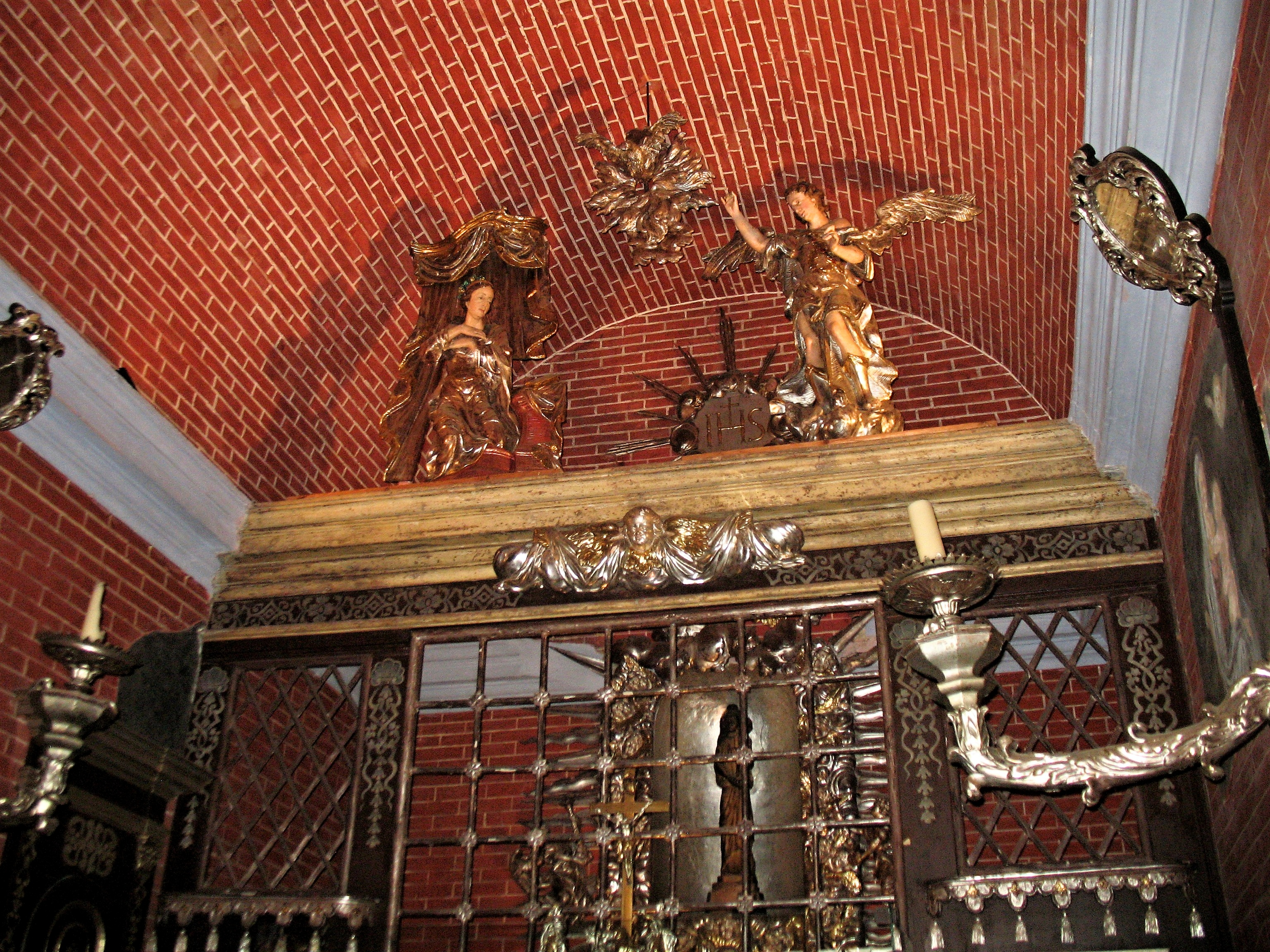
Interiér Loretánské kaple

Roku 1690 byl konvent zabezpečen v průčelí mohutnými pilíři. Již roku 1698 postavili augustiniáni uprostřed dvora loretánskou kapli. Roku 1725 byla okolo lorety postavena křížová chodba s kaplemi v nárožích. Další kaple Nejsvětější Trojice z roku 1761 má cenný obraz I. Raaba. Vlastní klášter na jižní straně kostela je mohutná čtyřkřídlá dvoupatrová budova členěna pilastry. Má ambity a v kapli ambitu je cenná freska Panny Marie z doby kolem roku 1730. Z téže doby jsou i tzv. svaté schody (1726–1730). Když českolipské panství získali Kinští, stali se příznivci augustiniánů a v jejich klášterním kostele si dali zbudovat rodinnou hrobku. Roku 1820 opět Česká Lípa i s klášterem vyhořela. Vyhořela i věž klášterního kostela, která byla pak jen prozatímně opravena. Počátkem 21. století byly opraveny sešlé fasády baziliky. Bazilika je farním kostelem "předměstské" farnosti v České Lípě, postupem času se stala de facto hlavním městským kostelem a slouží pro pravidelné farní bohoslužby.

### Zahrada
Klášterní zahrada byla vybudována v letech 1627 až 1629, sloužila mnichům k meditaci i jako užitková. Je upravena ve stylu francouzské zahrady, její plocha je 5956 m2. V jejím středu je vytvořen amfiteátr (zahradní divadlo). Zahrada byla zkrácena o dnes navazující kulturní dům Crystal.

### Ambit
Je tvořen čtvercovou prosklenou chodbou. Uprostřed je Loreta z roku 1698 ve stylu Svaté chýše Nazaretské, na jižní straně Svaté schody ve stylu schodiště v paláci Piláta Pontského z Jeruzaléma postavené s navazující kaplí roku 1725, na západě je dnešní Biberova kaple. Po požáru města v roce 1820 byl poškozený ambit dalších 40 let nevyužíván. Díky iniciativě gymnazijního profesora Ferdinanda Hötzela i finančnímu příspěvku excísaře Ferdinanda Dobrotivého se jej podařilo opravit. Dnes je využíván pro příležitostné výstavní expozice.